# Шошина Анастасія Миколаївна
Анастасі́я Микола́ївна Шо́шина (* 1997) — польська та українська тенісистка.

## З життєпису
Народилась 1997 року в Харкові.
Дебютувала в основній сітці турніру WTA Tour на Katowice Open-2016, отримавши вайлд-кард на турнір.
Виграла 5 одиночних і 10 парних титулів на ITF Circuit. Найвищий рейтинг WTA 381 в одиночному розряді; та 279 в парному розряді, досягнуті 19 серпня 2019 року і 2 березня 2020 року.
Виступала за збірну Польщі з 2020 року.
У грудні 2020 року була тимчасово відсторонена — не пройшла допінг-тест. Зразок сечі містив заборонену речовину станозолол..